# 고모리 미쓰오
고모리 미쓰오(일본어: 小森 光生, 1931년 11월 2일 ~ )는 일본의 전 프로 야구 선수이자 야구 지도자, 야구 해설가·평론가이다. 나가노현 마쓰모토시 출신이며 현역 시절 포지션은 내야수였다.

## 인물

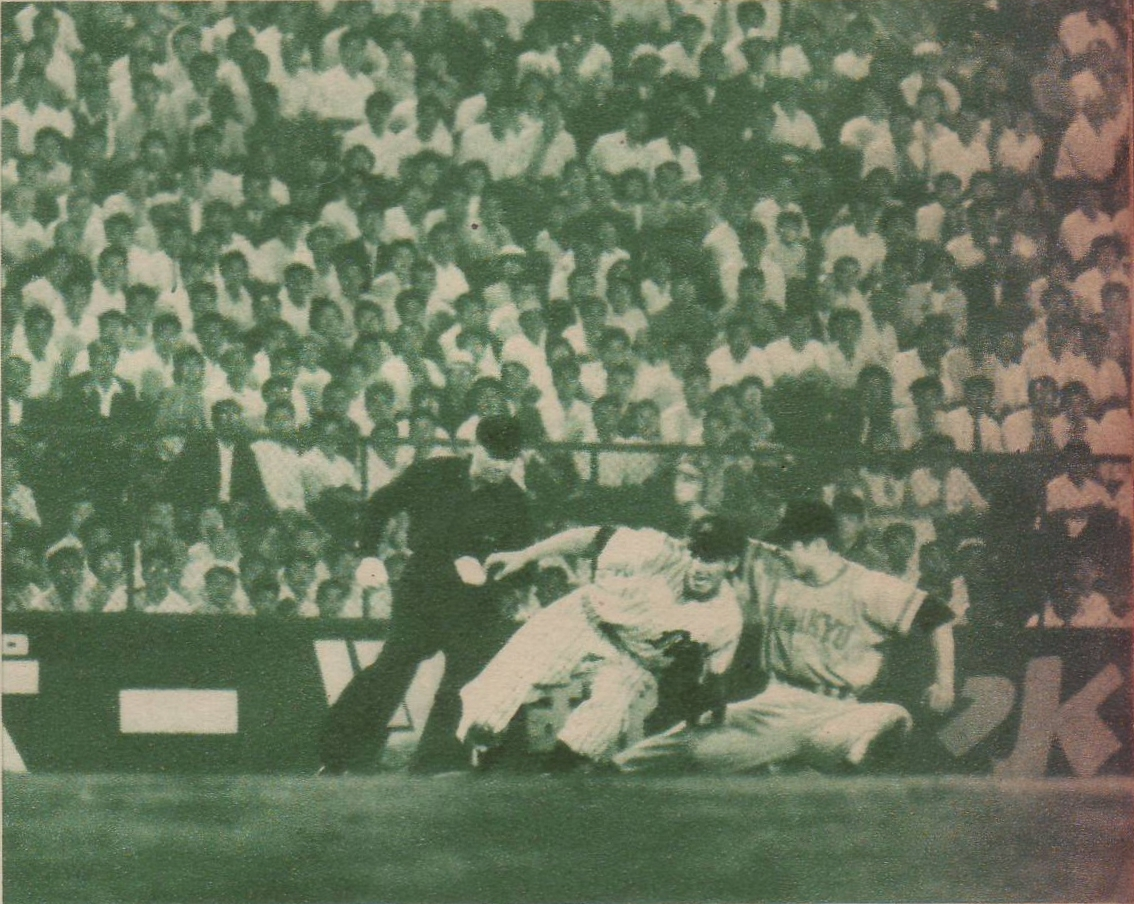
고노 아키테루와의 클로즈 플레이하는 모습(1956년 7월)

구제 마쓰모토 시립 중학교(학제 개혁에 의해서 1948년부터 마쓰모토 시립 고등학교로 재편됨) 시절인 1946년에 전후 첫 하계 고시엔 대회(제28회 전국 중등학교 우승 야구 대회)에 대기 선수로 벤치에 들어갔고 이 대회에서 8강전 상대인 도쿄 고등 사범 부속 중학교에게 패했다. 1949년 하계 고시엔 대회(제31회 전국 고등학교 야구 선수권 대회)에서는 3루수로서 출전하여 준준결승에 진출했지만 사사키 신야 등이 소속된 쇼난 고등학교에게서 9회에 끝내기 패배를 당했다. 졸업 후 와세다 대학에 진학하여 도쿄 6대학 리그에서 재학 중 네 차례의 우승을 이끌었다. 팀 동료인 히로오카 다쓰로와 ‘키스톤 콤비’를 이뤄 화려한 수비 플레이로 인기를 누렸다. 리그 통산 78경기에 출전하여 290타수 74안타, 0홈런, 44타점, 타율 2할 5푼 5리를 기록했다. 히로오카 이외의 대학 동기로는 투수 후쿠시마 가즈오가 있다.
1954년 마이니치 오리온스에 입단, 프로 1년차부터 3루수로 활약하며 규정 타석(45위, 타율 0.208)에도 도달했다. 1957년에는 가쓰라기 다카오에게 3루수 자리를 내줬지만 그 이후에는 2루수, 외야수 등도 활약하는 등 유틸리티 플레이어로 기용됐다. 1960년에는 부상도 있어서 선발 출전한 경기는 4경기에 불과했고 그 해 다이요 웨일스와의 일본 시리즈에도 출전하지 못했다. 하지만 이듬해 1961년에는 부활을 이뤄 주로 우익수로서 48경기에 선발 출전했다.
1962년에는 긴테쓰 버펄로스로 이적하여 3루수, 외야수, 2루수로 활약했다. 1963년 난카이 호크스전에 대타로 출전하여 상대 투수 다카하시 에이이치로에게서 만루 홈런을 날렸고 1965년에는 개막 이후부터 우익수 자리를 차지하며 개인 최고 타율에 해당되는 0.271을 기록, 5번 타자로서도 11경기에 기용됐다. 1966년에는 기타가와 고이치가 두각을 드러내면서 출전 기회가 줄어들었고 그 해를 끝으로 현역에서 은퇴했다.
그 후 긴테쓰(1967년 1군 코치), 히로시마 도요 카프(1968년 ~ 1970년 1군 코치, 1971년 2군 코치), 야쿠르트 스왈로스(1974년 ~ 1975년 1군 코치, 1976년 ~ 1981년 2군 감독), 요코하마 다이요 웨일스(1982년 ~ 1984년 1군 수비·주루 코치) 등에서 감독과 코치를 맡았다. 또한 야구 해설자로서의 경력은 후지 TV·닛폰 방송 해설자(1972년 ~ 1973년)를 맡았다. 히로시마 코치 시절에는 기누가사 사치오, 야마모토 고지, 미즈타니 지쓰오, 미무라 도시유키 등의 젊은 선수들을 키우며 창단 후 처음으로 A클래스(1위 ~ 3위) 입성에 기여했다. 야쿠르트 시절에는 아라카와 히로시 감독, 히로오카 다쓰로 코치, 누마사와 고이치로 코치 등과 함께 일명 ‘와세다 콰르텟’(早稲田カルテット)의 일각을 담당한 것 외에도 1980년에는 팀을 이스턴 리그 우승으로 이끈다.
1984년에 다이요 코치직에서 물러난 이후 야구계와의 관계는 소원했고 시즈오카현 이즈시에서 펜션을 운영했다.

## 상세 정보

### 출신 학교
- 구제 나가노현 마쓰모토 시립 중학교
- 마쓰모토 시립 고등학교(현: 나가노현 마쓰모토 미스즈가오카 고등학교)
- 와세다 대학

### 선수 경력
- 마이니치 오리온스·마이니치 다이에이 오리온스(1954년 ~ 1961년)
- 긴테쓰 버펄로스(1962년 ~ 1966년)

### 지도자 경력
- 긴테쓰 버펄로스 1군 코치(1967년)
- 히로시마 도요 카프 1군 코치(1968년 ~ 1970년)
- 히로시마 도요 카프 2군 코치(1971년)
- 야쿠르트 스왈로스 1군 코치(1974년 ~ 1975년)
- 야쿠르트 스왈로스 2군 감독(1976년 ~ 1981년)
- 요코하마 다이요 웨일스 1군 수비·주루 코치(1982년 ~ 1984년)

### 개인 기록
- 통산 1000경기 출장 : 1965년 8월 5일 ※역대 100번째

### 등번호
- 2(1954년 ~ 1961년)
- 4(1962년 ~ 1966년)
- 65(1967년 ~ 1971년, 1974년 ~ 1984년)

### 연도별 타격 성적
| 연 도       | 소 속             | 경 기 | 타 석 | 타 수 | 득 점 | 안 타 | 2 루 타 | 3 루 타 | 홈 런 | 루 타 | 타 점 | 도 루 | 도 루 자 | 희 생 번 | 희 생 플 | 볼 넷 | 고 4 | 사 구 | 삼 진 | 병 살 타 | 타 율 | 출 루 율 | 장 타 율 | O P S |
| ----------- | ----------------- | ----- | ----- | ----- | ----- | ----- | ------- | ------- | ----- | ----- | ----- | ----- | -------- | -------- | -------- | ----- | ---- | ----- | ----- | -------- | ----- | -------- | -------- | ----- |
| 1954년      | 마이니치 다이마이 | 121   | 436   | 390   | 40    | 81    | 15      | 5       | 1     | 109   | 35    | 14    | 10       | 10       | 5        | 31    | --   | 0     | 38    | 11       | .208  | .266     | .279     | .546  |
| 1955년      | 마이니치 다이마이 | 126   | 526   | 462   | 62    | 107   | 16      | 5       | 6     | 151   | 32    | 19    | 18       | 12       | 2        | 47    | 0    | 2     | 51    | 8        | .232  | .305     | .327     | .632  |
| 1956년      | 마이니치 다이마이 | 122   | 519   | 463   | 62    | 106   | 16      | 4       | 12    | 166   | 34    | 12    | 16       | 16       | 2        | 36    | 0    | 2     | 70    | 3        | .229  | .287     | .359     | .646  |
| 1957년      | 마이니치 다이마이 | 96    | 340   | 306   | 40    | 79    | 13      | 3       | 4     | 110   | 20    | 12    | 11       | 2        | 2        | 29    | 0    | 1     | 37    | 3        | .258  | .324     | .359     | .684  |
| 1958년      | 마이니치 다이마이 | 68    | 156   | 142   | 16    | 28    | 7       | 2       | 0     | 39    | 10    | 6     | 2        | 0        | 0        | 14    | 1    | 0     | 35    | 1        | .197  | .269     | .275     | .544  |
| 1959년      | 마이니치 다이마이 | 64    | 196   | 180   | 12    | 48    | 9       | 2       | 4     | 73    | 16    | 6     | 1        | 0        | 2        | 12    | 0    | 2     | 32    | 8        | .267  | .320     | .406     | .725  |
| 1960년      | 마이니치 다이마이 | 22    | 30    | 26    | 3     | 3     | 1       | 0       | 0     | 4     | 2     | 0     | 0        | 1        | 0        | 3     | 1    | 0     | 6     | 2        | .115  | .207     | .154     | .361  |
| 1961년      | 마이니치 다이마이 | 98    | 217   | 205   | 17    | 44    | 7       | 1       | 6     | 71    | 19    | 2     | 1        | 1        | 0        | 11    | 0    | 0     | 43    | 6        | .215  | .255     | .346     | .601  |
| 1962년      | 긴테쓰            | 83    | 183   | 174   | 14    | 35    | 6       | 0       | 4     | 53    | 12    | 0     | 2        | 4        | 0        | 4     | 0    | 1     | 34    | 4        | .201  | .223     | .305     | .528  |
| 1963년      | 긴테쓰            | 83    | 175   | 162   | 16    | 37    | 6       | 3       | 3     | 58    | 17    | 3     | 1        | 4        | 0        | 8     | 1    | 1     | 29    | 4        | .228  | .269     | .358     | .627  |
| 1964년      | 긴테쓰            | 34    | 67    | 62    | 5     | 12    | 5       | 0       | 2     | 23    | 3     | 2     | 0        | 1        | 0        | 4     | 0    | 0     | 15    | 1        | .194  | .242     | .371     | .613  |
| 1965년      | 긴테쓰            | 132   | 432   | 410   | 25    | 111   | 23      | 2       | 7     | 159   | 39    | 0     | 5        | 2        | 2        | 17    | 0    | 1     | 46    | 10       | .271  | .301     | .388     | .689  |
| 1966년      | 긴테쓰            | 11    | 12    | 12    | 0     | 0     | 0       | 0       | 0     | 0     | 1     | 0     | 0        | 0        | 0        | 0     | 0    | 0     | 6     | 0        | .000  | .000     | .000     | .000  |
| 통산 : 13년 | 통산 : 13년       | 1060  | 3289  | 2994  | 312   | 691   | 124     | 27      | 49    | 1016  | 240   | 76    | 67       | 53       | 15       | 216   | 3    | 10    | 442   | 61       | .231  | .285     | .339     | .625  |

- 마이니치(마이니치 오리온스)는 1958년에 다이마이(마이니치 다이에이 오리온스)로 구단명을 변경